# Lilith
Pour les articles homonymes, voir Lilith (homonymie).
Œuvres principales
Alphabet de Ben Sira
Lilith (en hébreu : לילית) est un démon féminin de la tradition juive, qui transpose une divinité à l'origine mésopotamienne. Dans les légendes juives qui se répandent au Moyen Âge, Lilith est présentée selon l’Alphabet de Ben Sira comme la première femme d'Adam, avant Ève.

## Étymologie et origine

La plaque Burney (période paléo-babylonienne), parfois considérée comme une représentation de Lilith (British Museum, Londres).

Une étymologie populaire relie le nom de Lilith à la racine hébraïque laylâ « nuit ». Cette mauvaise étymologie en fait un démon de la nuit. Lilith est en fait la forme hébraïque de l'akkadien lilītu(m), féminin de lilu(m), un emprunt au sumérien líl qui signifie vent. C'est à l'origine une démone mésopotamienne de la stérilité, liée au vent et à la tempête.
Selon Samuel Noah Kramer, Lilith apparaîtrait au IIIe millénaire av. J.-C. sous la forme lillake dans le poème sumérien Gilgamesh aux Enfers. La seconde partie de ce poème, traduite en assyrien, a été ajoutée en appendice à l'Épopée de Gilgamesh (tablette XII). Au début du récit sumérien, un démon ki-sikil líl-lá-ke4 s'installe dans le tronc de l'arbre huluppu planté sur le bord de l'Euphrate puis transplanté à Uruk dans le jardin sacré de la déesse Inanna. Le héros Gilgamesh parvient à l'effrayer et le démon s'enfuit dans le désert, lieu du séjour habituel des démons. Il est possible que ce soit la première mention de Lilith même si cette identification est contestée,.
Dans les sources akkadiennes, les démons Lilū, Lilītu et (w)ardat-lilī dominent les vents. Les démons femelles Lilītu et (w)ardat-lilī cherchent à séduire les hommes. Lilītu n'a pas de mari et ne peut avoir d'enfant. Elle cherche à entrer dans la maison d'un homme par la fenêtre. Elle peut s'enfuir à travers les fenêtres ou s'envoler comme un oiseau. À partir de l'époque médio-babylonienne, Lilith est assimilée à Lamashtu. Elle représente un danger pour les femmes qui accouchent et pour les nouveau-nés. Pour se protéger de Lilith, on doit recourir à l'invocation d'autres démons, notamment le roi des lilû, Pazuzu.

## La figure de Lilith

### Dans la Bible
Le mot « Lilith » est un hapax dans la Bible hébraïque. La seule référence à Lilith figure dans le livre d'Isaïe (34.14). Dans cette prophétie sur la fin du royaume d'Édom, le territoire d'Édom est décrit comme une terre désolée. Il est habité par des bêtes sauvages et par Lilith. La signification de Lilith dans ce passage n'est pas claire. Les premières traductions grecques de la Bible l'ont rendu de différentes manières. La Septante le rend par onocentaure (créature mi-homme mi-âne). Cette lecture peut renvoyer à la figure de Lamashtu qui peut être représentée assise sur un âne. Aquila transcrit simplement Lilith et Symmaque utilise le nom Lamia qui est un démon de la mythologie grecque.
Les traductions françaises modernes optent généralement pour le nom propre Lilith (ou encore Lilit avec ou sans article défini, au singulier ou au pluriel). Dans des traductions plus anciennes, le mot hébreu (ou grec) est rendu par des termes se référant à des créatures mythologiques, démoniaques ou monstrueuses, effrayantes ou encore à des animaux nocturnes à cause de la mauvaise étymologie qui fait dériver Lilith de la racine hébraïque signifiant « nuit » (lamia, sirène, monstre de la nuit, créature de la nuit, spectre de la nuit, chat-huant, hibou, chouette, etc.). On peut ainsi trouver : 
- Lemaître de Sacy (1614) : « Les démons et les onocentaures s’y rencontreront, et les satyres y jetteront des cris les uns aux autres. C’est là que la sirène se retire, c’est où elle trouve son repos » ;
- John Nelson Darby : « Les bêtes du désert s’y rencontreront avec les chacals, et le bouc sauvage y criera à son compagnon. Là aussi la Lilith se reposera et trouvera sa tranquille habitation » ;
- Louis Segond (1877) : « Les animaux du désert y rencontreront les chiens sauvages, et les boucs s'y appelleront les uns les autres. Là, le spectre de la nuit aura sa demeure, et trouvera son lieu de repos » ;
- André Chouraqui : « Les lynx rencontrent les chacals, le satyre y crie contre son compagnon. Là, se délasse Lilit ; elle s'est trouvé un reposoir ! » ;
- La Bible : Traduction du monde nouveau (2018) : « Les animaux du désert rencontreront les animaux hurleurs, et les boucs sauvages s’appelleront l’un l’autre. C’est là que l’engoulevent s’installera et trouvera un lieu de repos ».

Dans le Psaume 91, alors que l'original hébraïque ne mentionne pas Lilith, certaines traductions substituent le terme « Lilith » à la « terreur de la nuit » : « Tu ne craindras ni Lilith, ni la flèche qui vole de jour ».

### Dans le Talmud
Lilith apparaît quatre fois dans le Talmud. Elle est décrite comme un démon féminin aux cheveux longs et pourvu d'ailes (Talmud de Babylone Eruvin 100a, Nidda 24b). Sa figure de succube est mise en avant. Le tanna du Ier siècle rabbi Hanina ben Dossa met en garde les hommes dormant seuls dans une maison de crainte que Lilith ne s'approche d'eux (Shabbat 151b). Elle est la fille d'Ahriman, l'adversaire d'Ormuzd dans la religion zoroastrienne (Baba Batra 73a). Dans le Talmud, Lilith est une créature qui s'attaque à tous les humains, pas spécifiquement aux enfants.

### L'Alphabet de Ben Sira

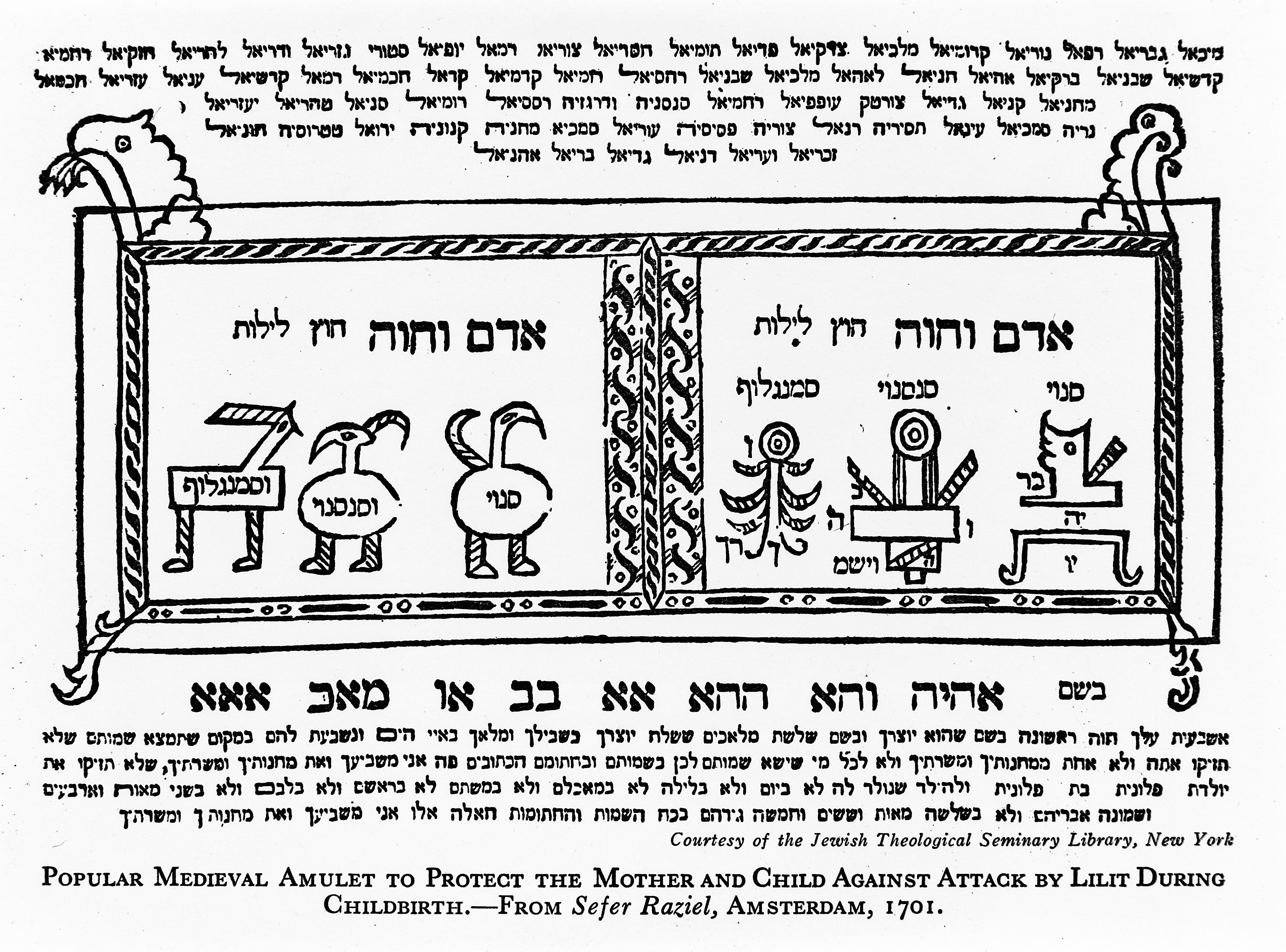
Sefer Raziel. Dans la vignette de gauche, représentation des anges Sanoï, Sansenoï et Samangelof avec leur nom. Au-dessus figure la phrase « Adam et Ève. Lilith dehors ».

Le récit qui a forgé la vision la plus répandue de Lilith se trouve dans un ouvrage appelé l'Alphabet de Ben Sira. Ce texte est un pseudépigraphe attribué au sage Ben Sira, l'auteur du Siracide ou Ecclésiastique (IIe siècle av. J.-C.). L'Alphabet de Ben Sira est quant à lui une composition médiévale, rédigée en Perse vers le Xe siècle. Lilith y est présentée comme la première femme d'Adam. Comme elle ne s'entend pas avec Adam, elle s'enfuit dans la mer Rouge, dans les eaux qui engloutiront les Égyptiens pendant l'Exode. Dieu envoie après elle trois anges pour la ramener, Sanoï, Sansenoï et Samangelof. Elle refuse de revenir et les anges menacent de la tuer. Elle fait alors le serment de ne pas s'en prendre aux enfants nouveau-nés dès lors qu'elle voit les anges ou leur nom. Le statut de Lilith comme première femme d'Adam vient en explication du double récit de la création dans le livre de la Genèse (Gn 1.27 et Gn 2.22). La création de Lilith correspondrait ainsi au premier récit alors que le second concernerait Ève.

### Dans la Kabbale
À partir du XIIIe siècle, de nouveaux détails tirés de la littérature kabbalistique enrichissent le mythe de Lilith. Reprenant le récit biblique de la création, Lilith aurait été façonnée avec de la terre en même temps qu'Adam, mais avec de la terre impure, ce qui explique son caractère démoniaque (Yalqut Reuveni sur Genèse 2.21). Dans d'autres récits, sa naissance est associée à celle de Samaël. Selon le Zohar, elle émerge spontanément en même temps que Samaël. Les deux sont liés au caractère sévère de la justice divine (la sephira Gevura selon la terminologie kabbalistique). La manifestation de cet attribut de la rigueur présente en effet une analogie avec le mal (Zohar I 148a, Sitre Torah).
Pour la punir, Dieu la condamne à voir tous ses enfants mourir à la naissance. Désespérée, elle décide de se suicider. Les anges lui donnent le pouvoir de tuer les enfants des Hommes (jusqu’à la circoncision, au huitième jour pour les garçons, et jusqu’au vingtième jour pour les filles). Elle rencontre ensuite Samaël, l’épouse et s’installe avec lui dans la vallée de Jehanum, où il prend le nom d’Adam-Bélial.
Pour se venger, Lilith devient le serpent qui provoque la Chute d’Ève, et incite Caïn à tuer Abel. Comme ses enfants s’entretuent, Adam refuse d'avoir des relations sexuelles avec Ève, ce qui permet à Lilith d’enfanter des nuées de démons (avec le sperme d’Adam qui tombe à terre) pendant cent trente ans.
Plus tard, dans le Livnat ha Sappir, Joseph Angelino identifie Lilith à la reine de Saba, dans son rôle de tentatrice ; toujours selon ce livre, l’une des deux prostituées qui se disputent un enfant devant Salomon serait également Lilith.
Dans la démonologie des Midrachim et du Zohar (Le Livre des splendeurs), il y a deux Lilith, la petite et la grande :
- la « grande » est l’épouse de Samaël ; c’est la femme de la dépravation. Les Geonim expliquent qu’elle contrôle 480 légions, ce qui correspond à la valeur numérique de son nom. Pour avoir, malgré tout, sauvé quelques enfants (dont le fils du roi Nabuchodonosor), elle est autorisée à remonter sur Terre à l’approche du crépuscule ;
- la « petite » est l’épouse d’Asmodée, prince des Enfers où Lilith règne en toute majesté, avec les trois autres reines des démons : Igrat (en), Mahalath (en) et Nahemah et toutes leurs cohortes qui donnent naissance à des enfants par légions.

Yehouda Bar Rabbi relate, dans sa Genèse Rabba : « Le Saint — béni soit-il — avait créé une première femme, mais l’homme, la voyant rebelle, pleine de sang et de sécrétions, s’en était écarté. Aussi le Saint — béni soit-il — s’y est repris et lui en a créé une seconde. » (Genèse Rabba 18:4). Puis : « Caïn, qui se querellait avec Abel pour [la possession de] la première Ève [soit la petite Lilith, sa première mère], le tua… pour être sûr d’en être le seul possesseur. À eux deux, ils engendrèrent la portion diabolique de l’humanité, comme Adam et Ève en engendrèrent la portion bénéfique… » (Genèse Rabba 22:7→30).

## Magie apotropaïque contre Lilith
Au fil du temps et dans différentes cultures, divers moyens magiques ont été utilisés pour repousser Lilith.

### Les bols d'incantation

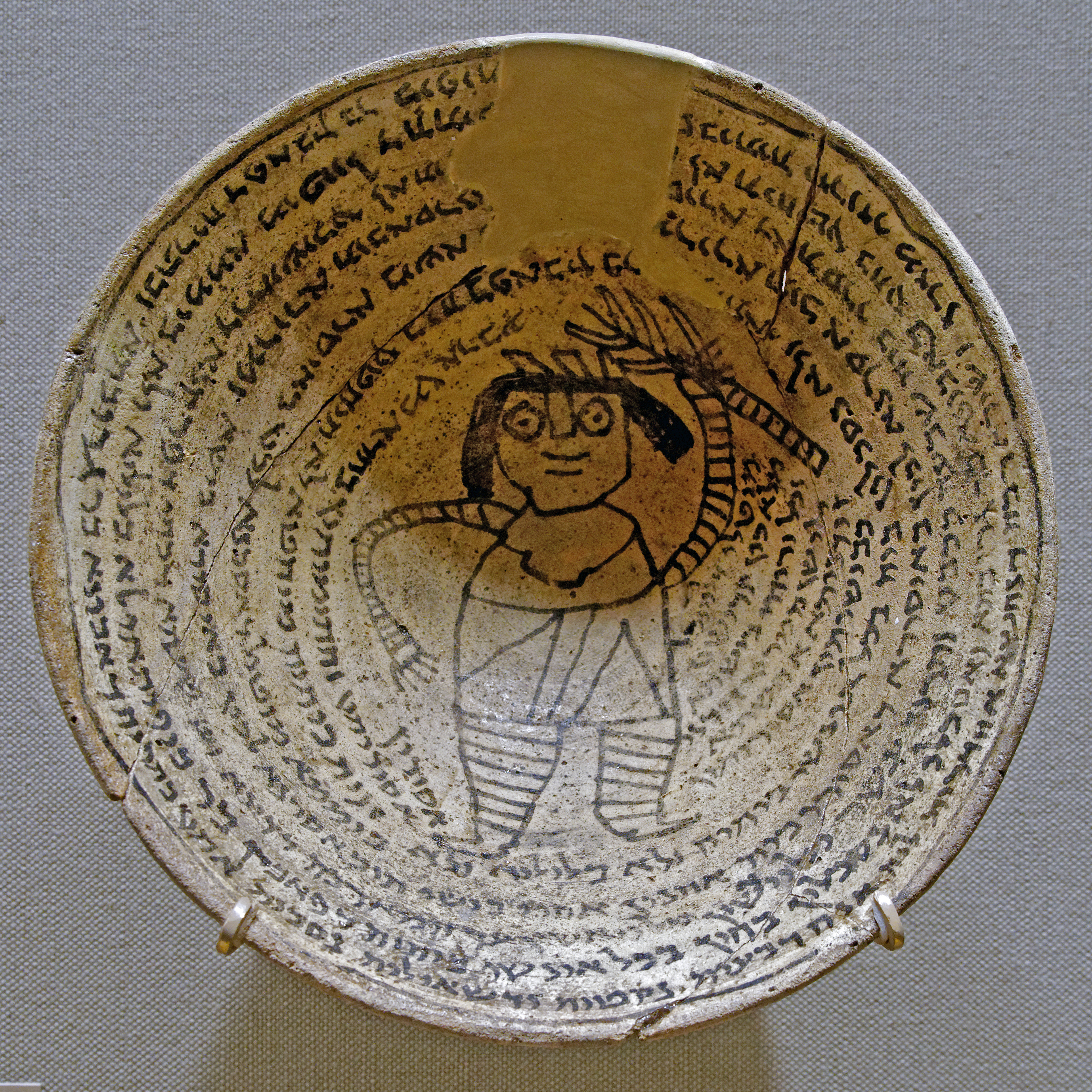
Coupe d'incantation de Nippur avec inscription en araméen (Metropolitan Museum of Art, New York).

Lors des fouilles réalisées par l'université de Pennsylvanie dans la ville de Nippur en Babylonie, des dizaines de bols d'incantation ont été découverts. Ces bols sont inscrits de textes magiques en araméen visant à assurer la protection des maisons contre des démons. Ils sont datés du VIe siècle environ, c'est-à-dire postérieurs d'une centaine d'années au Talmud de Babylone. Certains de ces textes sont dirigés contre Lilith et les Liliths. La région comptait alors une importante communauté juive mais aussi mandéenne. Ils confirment la crainte, déjà exprimée dans le Talmud, qu'inspire Lilith et sa nature démoniaque. Si elle s'attache à un humain, un guet (acte de divorce) peut être nécessaire pour la faire partir. Le sage du Ier siècle av. J.-C. Yehoshoua ben Perahya est également invoqué pour repousser Lilith,.

### Krasmesser alsacien
Moins une amulette qu'un objet rituel de protection, le Krasmesser (ou Kreismesser, couteau à cercle, en fait un couteau courbe et à bout arrondi mais peut aussi vouloir dire « couteau d’accouchement », le verbe kreissen signifiant accoucher en allemand et le mot « kreiss » se traduisant par circulaire) était largement utilisé par les Juifs vivant en Alsace, en Suisse et en Allemagne du Sud entre le XVIe et XXe siècles. Le Krasmesser était utilisé par une sage-femme ou par le mari de la femme enceinte pour tracer un cercle magique autour d’elle afin de la protéger de Lilith et du mauvais œil, qui étaient considérés comme les plus grands dangers pour les enfants et les femmes enceintes.
Le rabbin Naphtali Hirsch Elieser Treves (en) a décrit cette coutume dès 1560, et les références ultérieures à un couteau ou à une épée près du lit d'accouchement par Paul Christian Kirchner et Johann Christian Georg Bodenschatz (en) indiquent sa persistance. Une publication sur les coutumes de naissance du musée juif de Suisse comprend des récits oraux enregistrés au XXe siècle dans le Bade-Wurtemberg, qui font également référence à des mouvements circulaires avec un couteau afin de protéger une femme en train d'accoucher.

## Lilith et le féminisme
À l'époque contemporaine, la figure de Lilith rebelle à l'autorité d'Adam et sa création simultanée à celle de l'homme ont inspiré les mouvements féministes. Dans les années 1970, certaines militantes du groupe « Choisir la cause des femmes » ont repris Lilith et son image comme porte-flambeau de leur lutte. En effet, contrairement à Ève, que la Bible présente comme ayant été conçue à partir d’une côte d’Adam afin qu’elle lui soit dépendante et donc soumise, Lilith aurait été formée à partir d’argile comme Adam et serait donc son « égale ». Ce qui placerait la femme dans un statut, non plus de subordination, mais de parité-égalité face à l’homme. Lilith permet aux féministes de mettre en avant une figure féminine libre et indépendante qui résiste au patriarcat. Elle n'est pas non plus une femme de bonne volonté qui fait toujours passer ses besoins individuels derrière ceux du groupe. Elle permet aux féministes d'avoir une déesse qui donne de la légitimité à l'expression de l'individualité dans un monde qui étiquettent les femmes considérant leurs propres besoins comme égoïstes ou narcissiques. Par ailleurs, Lilith est en recherche de reconnaissance et de respect. Dans les récits médiévaux, elle s'intéresse aux enfants d'autrui et elle assume ses désirs sexuels. La lecture féministe du mythe de Lilith invite à déconstruire les injonctions sociétales qui pressent les femmes à rester à leur place en canalisant leurs désirs et leurs besoins. De plus, Lilith est à la fois une figure de force et une figure de sagesse. Le personnage, difficile à catégoriser, comporte plusieurs facettes dans lesquelles chaque femme peut s'identifier. Elle permet d'aborder les thèmes de l'indépendance, de la solitude et de la folie, mais également celui des relations sociales, amoureuses comme familiales.

### Dans le féminisme juif
Le féminisme des années 60 à 80 intègre les questions religieuses, les féministes croyantes cherchent à gagner en influence au sein de leur communauté. Les femmes ne pouvant accéder aux fonctions religieuses,, les féministes juives et chrétiennes réinterprètent les textes sacrés pour y trouver des figures féminines auxquelles s'identifier. Les féministes juives suivantes se sont réapproprié la figure de Lilith : la théologienne Judith Plaskow, la chercheuse Savina Teubal, la poète Alicia Ostriker et l'écrivaine Mary Gendler.
Ainsi dans son livre The coming of Lilith, l'autrice Judith Plaskow (en) propose un regard critique sur les interprétations rabbiniques du Midrash. Elle s'empare des figures d'Eve et de Lilith, les deux femmes d'Adam. Lilith est présentée comme une rebelle, alors qu'Eve semble plus conciliante. Les deux femmes finissent par s'entendre et par transformer le jardin d'Eden. Le livre est l'occasion d'aborder entre autres les thèmes de la sororité, la théologie, la sexualité et l'antisémitisme. Judith Plaskow dénonce l'oppression masculine dans le judaïsme traditionnel, notamment à travers un vocabulaire masculin et la suppression des attributs féminins dans la vision de Dieu. Elle plaide pour une vision plus ouverte de la sexualité, moins centrée sur le mariage et l'hétérosexualité.
Le magazine féministe juif new-yorkais Lilith Magazine, créé en 1976, justifie de son titre par une citation de l'Alphabet de Ben Sira :
« « Après que le Saint béni soit-il créa le premier
être humain, Adam, il créa une femme, elle aussi de la terre et l’appela
“Lilith”. Lilith dit :
“Nous sommes égaux parce que nous venons tous les deux de la terre” ».

### Dans le féminisme intersectionnel
La féministe américaine Alicia Ostriker voit dans Lilith une figure intersectionnelle du fait de son physique — selon cette source, elle aurait des cheveux noirs et crépus —  et son statut social modeste — ouvrière agricole, servante, nourrice, etc. Souffrant de la domination masculine, elle finit par se rebeller contre Adam.

### Dans le féminisme postcolonial
La poète trinidienne Shivanee Ramlochan (en) se réapproprie divers figures mythologiques et religieuses féminines dont Lilith. Elle fait le lien entre les expériences difficiles du colonialisme et de l'esclavage, leur mémoire et la hantise. Les fantômes étant perçus comme une persistance des expériences douloureuses, vécus par les corps des femmes racisées ou victimes des discriminations de genre. Dans ce cadre, l'histoire de Lilith, femme oubliée d'Adam, ferait écho à l'histoire occultée des femmes colonisées. Elle renverrait également à une vision alternative de la sexualité et du corps porté par le féminisme queer et postcolonial.

## Lilith dans les arts

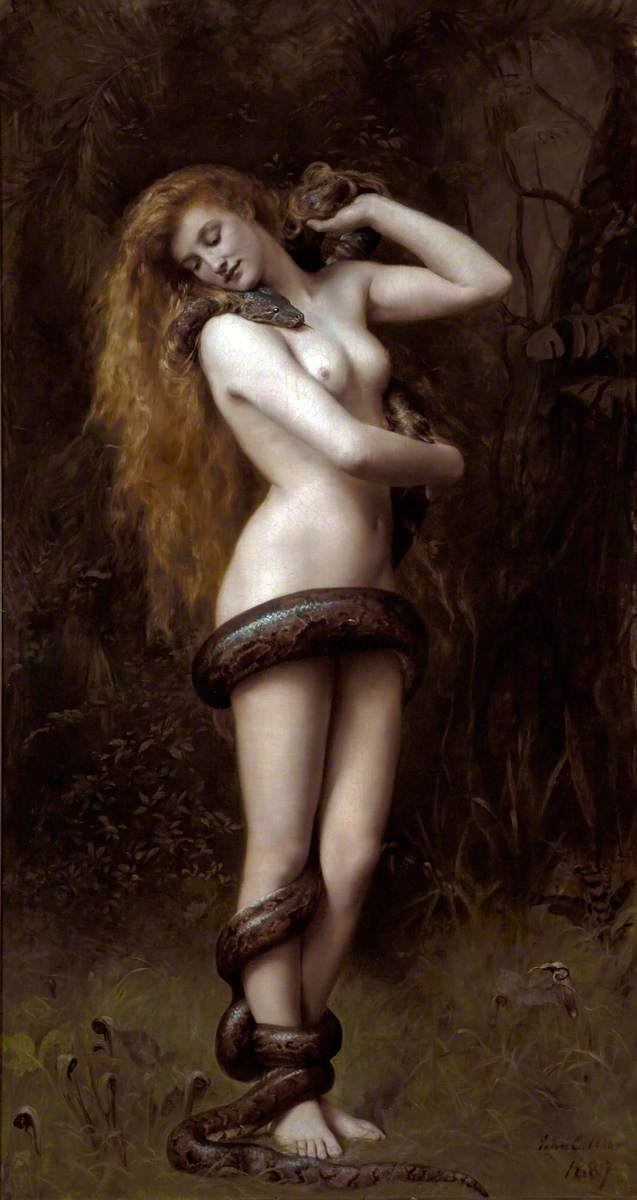
Lilith (1892), par John Collier.

De très nombreuses héroïnes maléfiques, au moins dans une de leurs facettes, reprennent une caractéristique de Lilith (sexualité débridée, détournée de la procréation, sexualité illicite, morbidité liée à la sexualité, femme libre, égale de l’homme), et dont le nom est fait sur le modèle du redoublement de deux « L » : Lily, Lila, Lilas, Liliane, etc.

### Lilith en littérature
Lilith est une figure de la littérature juive. Elle y est présentée comme une démone dévoratrice aux attributs masculins. Figure biblique oubliée dans le christianisme, elle est peu présente dans les textes chrétiens antérieurs au XVIe siècle. Une mention notable est celle d'un texte de Saint Augustin qui la considère comme une illusion. A la croisée de plusieurs traditions religieuses, la figure de Lilith concentre les préjugés, les peurs et les désirs sur les femmes.
Jusqu'à récemment, majoritairement portée par des auteurs masculins, Lilith est dépeinte comme une magicienne, une tentatrice et une femme dangereuse et mauvaise. Elle est souvent traditionnellement présentée comme une séductrice. Lilith apparaît dans les textes de Goethe et de Primo Levi. En France, la figure devient une figure littéraire d'importance à partir de la moitié du XIXe siècle. Selon Jacques Bril, la plus grande visibilité de Lilith s'expliquerait par un besoin de présenter des contrepoints métaphysiques aux découvertes scientifiques sur les origines de la vie humaine. Ce schéma est visible dans l'exaltation de cette figure par les poètes romantiques français.
À l'époque contemporaine, les féministes juives se sont réapproprié la figure de Lilith et ce à travers plusieurs genres littéraires. Dans la recension, Which Lilith ? : Feminist Writers Re-Create the World First Women, les textes sont regroupés en thèmes :«I. Qui est Lilith, II. Lilith et les hommes, III. Lilith comme une femme transgressive, IV. Lilith et les autres femmes, V. Lilith et la famille, VI. Lilith en tant qu'archétype, le principe féminin, VII. Lilith et l'exil ».
- Berbiguier de Terre-Neuve du Thym dans Les Farfadets, 1821, (chapitres I à X) reprend l’antithèse d’Ève, Lilith, qu’il voue cependant toutes deux au démon : 
  - Ch. Ève, la Pécheresse : « Comment fuir cette société, présidée par Belzébuth, Lucifer et Asturet, le plus dangereux des démons, le séducteur de notre mère Ève, auteur du péché originel ? Ah ! pourquoi Dieu n’a-t-il pas pulvérisé cet infernal démon, lorsque, par astuce, il prit la forme d’un serpent, pour insinuer à Ève l’envie de goûter le fruit défendu ? nous n’aurions pas connu les misères humaines, notre âme serait pure comme quand elle est sortie du sein du Créateur. »
  - Lilith, prince des Succubes. La description que Berbiguier donne de la Cour infernale : « Princes et Grands dignitaires. Belzébuth, chef suprême ; Satan, prince détrôné ; Eurynome, prince de la Mort ; Moloch, prince du pays des Larmes ; Pluton, prince du Feu ; Pan, prince des Incubes ; Lilith, prince des Succubes ; Léonard, grand-maître des sabbats ; Baalberith, grand pontife ; Proserpine, archi-diablesse ».
- Entre 1854 et 1862, Victor Hugo écrit le poème épique et religieux La Fin de Satan. Ce dernier a pour fille Lilith-Isis.
- Anatole France, dans La Fille de Lilith[27], nouvelle parue dans le recueil Balthasar (1889), invente une mystérieuse Leïla, fille de Lilith, dont voici la Prière : « Mon Dieu, promettez-moi la mort, afin que je goûte la vie. Mon Dieu, donnez-moi le remords, afin que je trouve le plaisir. Mon Dieu, faites-moi l’égale des filles d’Ève ! »
- Marcel Schwob, dans Lilith, Cœur double[28] (1891), renouvelle le mythe en faisant peindre au héros du livre, la Divinité comme une créature de l’un de ses tableaux : « Alors il aima Lilith, la première femme d’Adam, qui ne fut pas créée de l’homme. Elle ne fut pas faite de terre rouge, comme Ève, mais de matière inhumaine ; elle avait été semblable au serpent, et ce fut elle qui tenta le serpent pour tenter les autres. Il lui parut qu’elle était plus vraiment femme, et la première, de sorte que la fille du Nord qu’il aima finalement dans cette vie, et qu’il épousa, il lui donna le nom de Lilith. Mais c’était un pur caprice d’artiste ; elle était semblable à ces figures préraphaélites qu’il faisait revivre sur ses toiles. Elle avait les yeux de la couleur du ciel, et sa longue chevelure blonde était lumineuse comme celle de Bérénice, qui, depuis qu’elle l’offrit aux dieux, est épandue dans le firmament. Sa voix avait le doux son des choses qui sont près de se briser ; tous ses gestes étaient tendres comme des lissements de plumes ; et si souvent elle avait l’air d’appartenir à un monde différent de celui d’ici-bas qu’il la regardait comme une vision. »
- Remy de Gourmont (en 1892) donne une autre version du mythe de Lilith : le Créateur, modelant Lilith avec de l’argile, arrondissait sensuellement les hanches et les seins de Lilith et se trouva à court d’argile pour la tête. Il lui creusa alors un trou dans le ventre pour lui faire le cerveau.
- George MacDonald, Lilith, récit merveilleux (1895).
- La princesse Leïleff de Catulle Mendès [Quoi ?].
- Marc Chadourne, Et Dieu créa d'abord Lilith (1937).
- Dans Le Monde de Narnia de C.S. Lewis (1950 – 1956), la Sorcière blanche, principal antagoniste, est présentée comme la descendante de Lilith.
- En 1981, Primo Levi publie Lilith, recueil de nouvelles où dans l’une d’elles, « Lilith », il relate le mythe de Lilith qu’un soldat juif lui raconte.
- Lilith est un roman de l'écrivain Français Joël Houssin, éditions Fleuve Noir, 1982.
- Alina Reyes, le roman Lilith (1999)[29].
- Bernard Werber, dans Le Papillon des étoiles (2006), y fait référence à la fin du volume ;
- Joumana Haddad parle également de Lilith, la première femme toute-puissante créée de l'argile à l'égal d'Adam, « dont Ève, née de la côte d'Adam, n'est qu'une pâle copie », dans son livre J'ai tué Schéhérazade[30] (2010), ainsi que dans Le Retour de Lilith (2004).
- Reza Baraheni, le roman Lilith (2007)[31].
- Lilith est présente dans Les Anges déchus, le quatrième tome de La Cité des ténèbres (The Mortal Instruments) de Cassandra Clare (2011).
- Lilith est la mère des quatre cavaliers de l'apocalypse dans Les Cavaliers de l'Apocalypse de Larissa Ione (2011 – 2012).
- Lilith est présente dans La Couleur de l'âme des anges (Laffont, 2012) de Sophie Audouin-Mamikonian. Elle est alors caractérisée comme transformée en ange à la suite de sa mort, demeurant une des plus puissantes et influentes figures du monde des morts tout en restant la séduisante et indépendante femme qu'elle était à l'époque d'Adam.
- Lilith Hevesi, actrice hongroise de la période du cinéma muet devenue Eve Whiteland à Hollywood, est le personnage principal du roman Le Soir, Lilith (2014), de Philippe Pratx, qui s'inspire notamment du personnage mythologique. Il fait apparaître aussi ce personnage mythologique dans la dernière nouvelle de son recueil Ὅλοι - récits rousséliens holorimés (2023)
- Lilith apparaît dans L'île, les sept nuits d'Eve à Lilith[32] de Luisa Myrial, éditions Parole, 2015.
- Lilith est un l'héroïne subversive du roman de Laurence Hesse, éditions Memory, 2017.
- Lilith est le centre des recherches d'un étudiant qui en paiera le prix fort, comme bien d'autres avant lui. Seymour Brillioth :  Vienne la neige ; Quatre journées de la vie de Charles Lillon, Dinan, Terre de Brume, 2017.
- Lilith est évoquée tout au long du roman La Doublure de Mélissa Da Costa paru en 2022. Les personnages principaux Evie Perraud et Clara Manan échangent tout au long du récit sur Lilith, sa représentation dans l'art et sa symbolique. Evie va jusqu'à comparer Clara avec Lilith.

### En bande dessinée
- Dans la série Gothic de Rodolphe, Philippe Marcelé et Marie-Paule Alluard (1998 – 2006), Lilith essaie en vain de reconquérir Samaël, réincarné sous les traits d'un artiste londonien, John Lodge.
- Dans un arc du manga Bastard!! (commencé en 1988), Yoko, le personnage féminin principal, prend le nom de Lilith lorsqu'elle se retrouve auprès de Belzébuth.
- Dans la série 666 (1993 – 2000), Lilith est la fille du Diable.
- Dans Evangelion, manga japonais, Lilith est représentée au central Dogma (centre de la Lune Noire) ; elle est crucifiée attendant la fin du projet du plan de complémentarité de l'homme (The End Of Evangelion et Death and Rebirth). Créé en 1994, ce manga est adapté en anime en 1995 et au cinéma en 1997, sous le titre Neon Genesis Evangelion: Death and Rebirth.
- Lilith est une fée démoniaque prisonnière d'un miroir dans le manga Rosario + Vampire (créé en 2004 et adapté en anime en 2008).
- Déesse démoniaque possédant Idamaria dans le manga Defense Devil (2009 – 2011).
- Lilith est un personnage de Rachel Rising, comics d'horreur de Terry Moore (2011 – 2016).
- Lillith est évoquée par Riad le héros de L’Arabe du Futur 5 (ed. Allary Éditions 2020). Sur trois planches, elle est dessinée sous les traits de Anaïck, l’amour fantasmée par l'adolescent qui deviendra le dessinateur Riad Sattouf. Le jeune Riad en fait le symbole du rejet par les religions de la liberté intellectuelle et sexuelle des femmes.

### Dans la musique

#### Albums
- Soliloquy For Lilith, du groupe expérimental britannique Nurse With Wound (1988)
- Lilith, Jean-Louis Murat (2003)
- Darkly, Darkly, Venus Aversa, album-concept de Cradle of Filth (2010)
- The Resurrection of Lilith, premier album du groupe de death mélodique Defacing God

#### Chansons
- Lilywhite Lilith, chanson du groupe Genesis sur son album The Lamb Lies Down on Broadway (1974)
- Cabaret Sainte-Lilith, chanson de Hubert-Félix Thiéfaine (cf. aussi Lilith Dimanche ci-dessous) dans l’album Dernières balises (avant mutation) (1981)
- Lilith Calling, titre du groupe d'industriel-gothic anglais Sleeping Dogs Wake, sur l'album Understanding (1989, One Little Indian Records)
- Son Of Lilith, chanson de Coroner sur leur album Mental Vortex (1991).
- Lilith, chanson du groupe Plaid sur laquelle chante Björk (album Not for Threes, 1997)
- Heart of Lilith, chanson du groupe Inkubus Sukkubus (1997)
- Lilith's child (2001) et Lilith Mater Inferorum (2002), du groupe de vampiric metal Theatres des Vampires (2002)
- Dans l'album Damnation and a Day (2003) de Cradle of Filth, la chanson Serpent tongue parle de Lilith
- Evening On The Ground (Lilith's Song), chanson du groupe Iron & Wine (2005)
- Dark Mother Divine, du groupe de black metal Dissection sur l'album Reinkaos (2006)
- Sweet Lilith of my Dreams, chanson du groupe de death metal mélodique Eternal Tears of Sorrow sur leur album Before the Bleeding Sun (2006)
- The Perennial Sophia, de Therion (album Gothic Kabbalah, 2007). Assimilée à la Sibylle et à Sophia, personnification de la sagesse, elle semble jouer un rôle d’initiatrice pour ceux qui cherchent à percer les mystères des runes.[réf. nécessaire]
- Lilith, chanson du groupe 3scobar sur l’album Éros et Thanatos (2011), dont la pochette représente Lilith
- Lilith, de Chelsea Grin sur l'album Evolve (2012), dont la pochette représente Lilith
- Thug Lilith, chanson du groupe Schlaasss sur l'album Casa Plaisance (2017)
- Dans sa chanson Oh Lord (2017), le groupe heavy metal In This Moment, « Oh Lord tell me you love me am I Lillith or am I Eve ».
- Lilith est le titre d'une chanson du groupe groove metal Butcher Babies (2017)
- Lilith, chanson de Halsey en collaboration avec SUGA (BTS), sur l'album If I Can't Have Love, I Want Power (2021)
- Dans sa chanson Pas Cool, la rappeuse Bams chante « Lilith s'est barrée du paradis, elle trouvait Adam trop con »
- Lilith, chanson de Bad Biche, chanteuse néo-soul (2022)
- Lilith, chanson de la chanteuse néo-zélandaise Kiki Rockwell, dans l'album Eldest Daughter Of An Eldest Daughter (2024)
- Lilith, chanson de Mélissa Laveaux, feat. Oxmo Puccino

#### Autres
- Lilith apparaît dans l'opéra Die Tragödie des Teufels (La Tragédie du Diable) de Péter Eötvös d'après Goethe. Cet opéra date de 2010 ; le compositeur lui préfère Paradise Reloaded (Lilith) de 2013 sur le même sujet.
- Lilith Fair est un festival de musique féminin créé par Sarah McLachlan en 1996.
- Liza Pastor a interprété sur scène le rôle de Lilith dans la comédie musicale de Pascal Obispo Adam et Ève : La Seconde Chance en 2012[33].

### Au cinéma
- En 1964, Jean Seberg interprète une nymphomane dans le film Lilith de Robert Rossen.
- En 1972, la chanteuse et actrice Marianne Faithfull interprète le rôle de Lilith dans Lucifer Rising de Kenneth Anger.
- En 1999, dans le film Witchouse de David DeCoteau, l'actrice Ariauna Albright joue le rôle de Lilith, une terrible sorcière.
- Dans le film Le Cas 39 (2009), une petite fille maléfique (jouée par Jodelle Ferland) se prénomme Lilith.
- Dans le film de 2009 : Evil Angel de Richard Dutcher, Lilith se réincarne plusieurs fois dans le corps de jeunes femmes qui viennent de décéder.
- L'actrice Mia Kirshner tient le rôle de Lilith dans le film 30 Jours de nuit : Jours sombres en 2010. C'est la suite de 30 jours de nuit (2007).
- En 2014, dans le film américain britannique The Quiet Ones(tiré de faits réels) une jeune fille, cas psychiatrique faisant l'objet d'une expérience en 1974, serait la réincarnation de Lilith.

### À la télévision
- Hazbin Hotel : Lilith apparaît comme l'épouse de Lucifer. C'est la mère de Charlie, l'héroïne de la série.
- Supernatural : Lilith apparaît dans le début de la saison 3 sous la forme d'une petite fille innocente. Elle est le démon qui ouvrira 66 sceaux, parmi les 600, permettant à Lucifer de sortir de sa prison où Dieu l'avait enfermé.
- En juin 2012, dans l'épisode 2 de la saison 5 de la série True Blood, on parle de la première bible où Lilith serait la maîtresse de tous les « vampires » sur terre bien avant Adam et Ève. Lilith apparaît également sous forme physique dans l'épisode 2 de la saison 6.
- Neon Genesis Evangelion : Lilith est une entité récurrente, souvent nommée pendant toute la série et les films qui en découlent.
- Shadowhunters : Lilith est présente dans la saison 3 de la série comme une des antagonistes.
- The Path : un personnage important et à la personnalité très trouble porte ce nom dans la troisième saison.
- Les Nouvelles Aventures de Sabrina : Dans la série, Lilith est l'un des personnages principaux et est incarnée par l'actrice écossaise Michelle Gomez. Elle est la première femme d'Adam. Elle fait la rencontre de Lucifer, l'un des noms de Satan, après son bannissement. Elle devient sa compagne et prend le visage et le surnom de Madam Satan. C'est également une sorcière. Elle est envoyée sur terre, où elle prend l'identité de Mary Wardwel pour pousser Sabrina à rejoindre la religion de Satan.
- En 2020, Lilith apparaît dans la saison 5 de Lucifer (épisode 4 : « Ça ne finit jamais bien pour les poulets »), elle est nommée plusieurs fois dans les saisons précédentes.
- En 2021, dans la série The Chosen, Marie de Magdala apparaît d'abord comme une prostituée surnommée Lilith.

### Art contemporain
- Lilith figure parmi les 1 038 femmes référencées dans l'œuvre d’art contemporain The Dinner Party (1979) de Judy Chicago. Son nom y est associé à Judith[34],[35].
- Lilith figure dans la peinture d'Anselm Kiefer sous la forme de villes bombardées. (Lilith 1997)
- Lilith figure dans l'œuvre Lilith & Olaf[36] des artistes Ella & Pitr où elle est représentée sur une surface de 21 000 mètres carrés, à Klepp en Norvège, 2015.
- Lilith « Parce que tu es notre égale, les hommes t'ont fait démon », exposition du 12 juillet au 12 août 2022 à la chapelle de la Visitation à Périgueux. Cette exposition que le photographe Arno Loth consacre à Lilith, tend à la réhabiliter en tant que femme libre et égale à l’homme. L'artiste dédie son travail à un archétype de la femme séductrice et démoniaque fabriquée par l’homme[37].

### Dans les jeux vidéo
- Lilith apparaît comme second boss de la Nécropole dans Allods Online
- Lilith Aensland, personnage jouable de la série Darkstalkers
- C'est un personnage qu'il est possible d'incarner dans le jeu Unreal Tournament 2004.
- La figure de la femme-araignée de Brothers: A Tale of Two Sons qui attire et séduit le jeune homme pour en faire son repas, est un écho à la tradition démoniaque.
- Démon secondaire dans le jeu vidéo Diablo II[38], elle réapparaît dans la bande-annonce cinématique de Diablo IV.
- Monstre fantomatique dans le jeu vidéo World of Warcraft.
- Ennemi debase dans le chapitre 4 de Bravely Default
- Sorcière maléfique dans Final Fantasy XI Wing of the Goddess.
- Boss de fin de niveau dans Requiem: Avenging Angels
- Ennemis récurrent dans la série Castlevania.
- Personnage jouable dans Borderlands
- Personnage rebelle dans les Sims 2
- Eidolon du MMORPG Aura Kingdom.
- Démon récurrent dans la série Megami Tensei.
- Personnage de Kingdom Under Fire Heroes
- Balverine (sorte de loup-garou) attirant le joueur dans une embuscade en prenant l'apparence d'une femme en détresse dans le jeu Fable II (Xbox 360).
- Démone et une des mères des humains dans Diablo III
- Personnage le plus démoniaque dans le MMORPG Last Chaos
- Ennemi récurrent dans la série Tower of Druaga.
- Raid boss dans Lineage II
- Lilith est la mère des Néphilim dans la série Darksiders.
- Démon ailée dans War of the Immortel.
- Elle apparaît dans le jeu vidéo The Secret World.
- Lilith est une des boss de DmC: Devil May Cry, « femme » de Mundus, et porteuse de sa progéniture.
- Le Lilith est un destroyer Shivien dans le premier volet de la série des jeux Descent: FreeSpace
- Lilith est un monstre commun dans Final Fantasy Tactics Advance[39] et Final Fantasy Tactics Advance 2[40].
- Dans le jeu The Binding of Isaac Lilith est représenté comme une femme aveugle accompagnée d'un incube
- Dans le jeu Dark age of Camelot (MMORPG souvent dénommé DAOC) Lilith représente une race de démon dans les Abysses.
- Dans le jeu mobile Obey Me, Lilith est présentée comme la petite sœur des sept démons masculins. Elle est à l'origine une ange accusée de trahison par Dieu.
- Démone, fille de Mephisto et mère du monde Sanctuaire dans Diablo IV

### Autre
- Film pornographique Lilith réalisé par Ovidie en janvier 2001[41]
- Lilith Dimanche, maison d’édition du chanteur Hubert-Félix Thiéfaine (cf. aussi Cabaret Sainte-Lilith ci-dessus).
- L’anime Neon Genesis Evangelion intègre Lilith comme un élément clef de sa mythologie.
- Studio japonais de hentai.
- Lumière noire (Darklight), téléfilm de 2004 avec Shiri Appleby et Richard Burgi.
- Dans la saison 2 de la série américaine True Blood, ce serait l'un des nombreux noms de Maryann, une ménade qui est le principal antagoniste de cette saison, tentant non moins de ramener Dionysos, reconnu comme étant Satan, sur Terre, en profitant pour tuer des gens en leur arrachant le cœur.
- Dans la saison 5 de la série américaine True Blood, Lilith est le premier vampire, créé par Dieu lui-même.
- En janvier 2012, Liza Pastore interprète le rôle de Lilith dans la comédie musicale de Pascal Obispo Adam et Ève, la seconde chance.
- Elle est vénérée comme déesse dans la série True Blood.
- Dans la série Once Upon a Time, saison 4, Emma Swan adolescente rencontre une orpheline qui se prénomme Lilith. Elle est la fille de Maléfique (voir Belle au bois dormant).
- Dans le jeu de rôle Vampire : La Mascarade, elle est celle qui apprit à Caïn (frère et assassin d'Abel, et premier vampire dans le jeu) les différents pouvoirs vampiriques.
- Lilith est un personnage de fiction de la série télévisée américaine Supernatural. Elle est le premier être humain transformé en démon par Lucifer lui-même, sa transformation en tant que premier démon fait d'elle l’ultime sceau à détruire pour l’ouverture de la cage. Le destin de Lilith est donc lié à la libération de Lucifer.
- Lilith est également un magazine féministe publié en Belgique entre 1980 et 1987 par le Vrouwen Overleg Komitee (comité consultatif des femmes).

### Ouvrages
- Lilith, Reine des Sorcières: pratiques et dévotions dans la wicca occidentale, Olivier Michaud, éd Danae, 2018
- Avant les Dieux, la Mère universelle, Françoise Gange, éd. Alphée, 2008.
- Pascale Auraix-Jonchière, Lilith, avatars et métamorphoses d’un mythe entre romantisme et décadence, Presses universitaires Blaise Pascal, Paris, 2002. Collection Cahiers romantiques,  (ISBN 2-84516-210-3).
- Jacques Bril, Lilith ou la mère obscure, Le Bouscat : L’Esprit du Temps, 1998.
- Michel Camus, Hymne à Lilith, Paris, Lettres vives, 2000.
- J. de Gravelaine, Le Retour de Lilith, Paris, L’Espace bleu, 1985.
- Le Mal au féminin, Réflexions théologiques à partir du féminisme, Paris, L’Harmattan, 1999.
- Lilith, la Lune noire, dossier agencé par Daniel Giraud, Montpeyroux, Les Gouttelettes de Rosée, 2000,  (ISBN 2-913736-06-8).
- Michèle Bitton, Mythe juif de Lilith : de la féminité démoniaque au féminisme, S.l. s.n., 1988.
- Michèle Bitton, Lilith, l'épouse de Satan, Larousse, coll. Dieux Mythes Et Héros, 2010[42].
- Alexandra Destais, Le retour de Lilith au paradis.

### Articles
- « Théologie de la libération au féminin et théologie féministe de la libération », Alternatives Sud, vol. VII, 2000, 1, p. 225-241, Paris, L’Harmattan.
- Qu’est-ce qui est sacré ? Revue Internationale de Catéchèse et de Pastorale, Lumen Vitae, no 4, décembre 1999.
- Marc-Alain Descamps, « Lilith ou la permanence d’un mythe », Imaginaire & Inconscient, volume 3 (2002), no 7, p. 77-86.
- Ruth Fox, « Où sont les femmes-clés de l’Écriture dans le Lectionnaire d’aujourd’hui ? » dans National Catholic Reporter – États-Unis, mai 94.
- Paulinas. I. Gebara, « Les causes profondes des idées ‘préconçues’ concernant les femmes », in « As incômodas flihas de Eva na Igreja da América Latina », p. 27-35, Paulinas 1990, trad. N. Roose.
- J. de Palacio, « La figure de Lilith dans le roman d'entre-deux-guerres », Roman 20-50, 1991, no 12, p. 7-86, p. 87-98, ISSN 0295-5024.
- Vanessa Rousseau, « Lilith : une androgynie oubliée », Archives de sciences sociales des religions, 2003, vol. 123, p. 61-75 ISSN 0335-5985 [Lire en ligne (Revues.org)].
- Sanchez Nelly, « Lilith, la première femme désespérée », Nouvelle Imprimerie Gourmontienne, no 3, Automne 2014, p. 67-79.
- E.W. Vogelsang, « The confrontation between Lilith and Adam: the fifth round », Journal of analytical psychology, 1985, vol. 30, no 2, p. 149-163, ISSN 0021-8774.
- (en) Lowell K. Handy, « Lilith », dans David Noel Freedman (dir.), Anchor Bible Dictionary, vol. 4, Doubleday, 1992
- (en) Manfred Hutter, « Lilith », dans K. van der Toorn, B. Becking et P. W. van der Horst (dir.), Dictionary of Deities and Demons in the Bible, Leyde, Boston et Cologne, Brill, 1999 (ISBN 978-90-04-11119-6), p. 520-521
- Michèle Bitton, « Lilith ou la Première Ève : un mythe juif tardif », Archives de sciences sociales des religions, no 71,‎ 1990 (lire en ligne)
- (en) Raphael Patai, « Lilith », The Journal of American Folklore, American Folklore Society, vol. 77, no 306,‎ 1964 (JSTOR 537379)
- (de) Wolfgang Fauth, « Lilits und Astarten in aramäischen, mandäischen und syrischen Zaubertexten », Die Welt des Orients, vol. 17,‎ 1986, p. 66-94 (JSTOR 25683218)
- (en) Wojciech Kosior, « A Tale of Two Sisters: The Image of Eve in Early Rabbinic Literature and Its Influence on the Portrayal of Lilith in the Alphabet of Ben Sira », Nashim: A Journal of Jewish Women's Studies & Gender Issues, no 32,‎ 2018, p. 112-130